# Asterina hoensonae
Asterina hoensonae is een zeester uit de familie Asterinidae.
De wetenschappelijke naam van de soort werd in 2009 gepubliceerd door O'Loughlin.